# Mbonjo I
Mbonjo I ou Mbondjo I est un village de la Région du Littoral au Cameroun, situé dans la commune de Bonaléa

## Population et développement
En 1967, la population de Mbonjo I était de 305 habitants, essentiellement des Bankon (Abo). Elle était de 542 habitants, dont 290 hommes et 252 femmes, lors du recensement de 2005.